# Ruder-Club Karlstadt 1928
Der Ruder-Club Karlstadt 1928 (RCK) ist ein Sportverein aus Karlstadt.

## Geschichte und Lage
Der Ruder-Club wurde am 28. Juni 1928 gegründet. 1931 wurde das erste Bootshaus am Baggertsweg eingeweiht. 1942 wurde der Rudervetrieb eingestellt, das Bootshaus diente als Gefangenenlager. Nach dem Zweiten Weltkrieg wurde das renovierte Bootshaus ab 1949 genutzt. 1968 wurde das Bootshaus abgerissen, 1969 wurde der Neubau eingeweiht. Das Ruderrevier ist der Main.
Die Vereinsflagge enthält rote und weiße Querstreifen. Im linken oberen Eck sind zwei rote und zwei weiße Quadrate mit den schwarzen Buchstaben R, C, K und der Zahl 28.

## Bekannte Sportler
Einziger Olympiastarter des Vereins war Christian Händle, der 1988 in Seoul Olympiavierter im Doppelzweier wurde. Bei Weltmeisterschaften gewann er eine Silber- und eine Bronzemedaille.
Die Olympiateilnehmer Michael Gentsch und Roland Händle begannen in Karlstadt, waren aber bei ihrer Olympiateilnahme für Würzburg startberechtigt. Die Olympiateilnahme von Bernd Fleischmann scheiterte 1980 am Olympiaboykott.
Weltmeisterschaftsbronze gewann 1989 Ute Zobeley im Leichtgewichts-Vierer ohne Steuerfrau. Christian Hochbruck wurde 2012 Weltmeister im Leichtgewichts-Achter.

## Sportarten
Neben der Ruderabteilung bietet der Verein auch Kanusport und eine Abteilung für Gymnastik und Tanz an.